# آسية الوديع
آسية الوديع (مواليد مدينة آسفي سنة 1949 م - توفيت في 2012 م، الدار البيضاء ). قاضية ومناضلة حقوقية مغربية .

## مسيرتها
ولدت آسية الوديع سنة 1949 بآسفي , نشأت في أسرة مناضلة، فالأب محمد الوديع الآسفي المناضل، والأم ثريا السقاط الأديبة التي ناضلت دائمًا إلى جانب زوجها من أجل مغرب الكرامة والديمقراطية، حصلت آسية الوديع على الإجازة في القانون من كلية الحقوق بالدار البيضاء سنة 1970 وتقلدت بذلك منصب قاضية بالنيابة العامة بالمحكمة الابتدائية بالدار البيضاء ما بين 1971 و1980. وبعد قضائها لفترة تدريبية بالمدرسة العليا للقضاء بباريس، انضمت إلى هيئة المحامين بسطات (1981-1984) ثم إلى هيئة المحامين بالدار البيضاء (1984-2000) قبل أن تصبح سنة 2000 موظفة بإدارة السجون التي اهتمت في إطارها بمراكز الإصلاح وإعادة تربية القاصرين الشباب. شغلت منصب عضوة مؤسسة وكاتبة عامة للمرصد المغربي للسجون.
كما تعد عضوة نشيطة في العديد من منظمات المجتمع المدني: عضوة بمِؤسسة محمد الخامس لإعادة إدماج السجناء وعضوة مؤسسة لجمعية أصدقاء مراكز الإصلاح وعضوة مؤسسة للمنظمة المغربية لحقوق الإنسان (1988) وعضوة بجمعية مركز الاستماع والتوجيه للنساء ضحايا العنف .

## وفاتها
انتقلت آسية الوديع الآسفي إلى ذمة الله في تمام الساعة الثالثة صباحا من يوم الجمعة 2 نونبر 2012، على إثر مضاعفات مرض عضال لم ينفع معه علاج كانت تعانيه الراحلة منذ مدة طويلة. انطلق موكب جنازتها من بيت أبيها المناضل الوديع الآسفي. ووريت الثرى بمقبرة الشهداء بمدينة الدار البيضاء .